# Baranowski-Gletscher
Der Baranowski-Gletscher (polnisch Lodowiec Baranowskiego) ist ein Gletscher auf King George Island im Archipel der Südlichen Shetlandinseln. Er fließt in östlicher Richtung zur Admiralty Bay, die er nordwestlich des Demay Point erreicht.
Teilnehmer einer polnischen Antarktisexpedition im Jahr 1984 benannten ihn nach dem polnischen Glaziologen Stanisław Baranowski (1935–1978), der am 27. August 1978 an den Folgen einer acht Monate zuvor auf der Arctowski-Station erlittenen Gasvergiftung gestorben war.